# GS1 DataBar

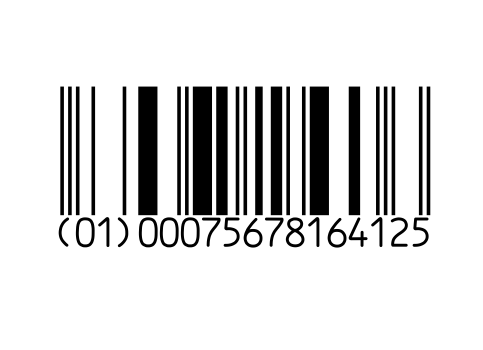
Codice a barre GS1 DataBar che codifica un numero GTIN-12

GS1 DataBar è una famiglia di codici a barre molto usata nei buoni sconto GS1 DataBar Coupon e dal 2014 è utilizzato anche dalla grande distribuzione. Questa famiglia di codici a barre era precedentemente nota come Reduced Space Symbology (RSS-14) ed è stata rinominata per non essere confusa con lo standard Really Simple Syndication.
Tutti i codici a barre GS1 DataBar codificano i GTIN a 14 cifre, pertanto i GTIN-12 e i GTIN-13 vengono adattati aggiungendo degli zeri a sinistra fino al raggiungere una lunghezza di 14 caratteri. GS1 DataBar Omnidirectional, GS1 DataBar Stacked Omnidirectional, GS1 DataBar Expanded, e GS1 DataBar Expanded Stacked hanno la possibilità di essere letti da lettori di codici a barre omnidirezionali. GS1 DataBar Truncated, GS1 DataBar Stacked e GS1 DataBar Limited possono essere letti solo da lettori lineari o lettori ad immagine: essi non possono venir letti da lettori omnidirezionali e sono destinati ad esser usati con dei lettori manuali.
La simbologia è formalmente definita come standard ISO/IEC 24724:2006.

## Famiglie
Questa famiglia di codici a barre include:
- GS1 DataBar Omnidirectional

- GS1 DataBar Stacked Omnidirectional è progettato per condensare le informazioni GTIN in un codice a barre più compatto e quadrato e quindi adatto per l'uso sulle confezioni più piccole (come le etichette adesive sui prodotti freschi).

- GS1 DataBar Limited, GS1 DataBar Stacked e GS1 DataBar Truncated sono progettati per articoli molto piccoli e sono utilizzati principalmente nel settore sanitario. Ciascun codice a barre codifica i GTIN-12 o i GTIN-13 a 14 cifre. Solo il GS1 DataBar utilizza una cifra indicatore 1.

- GS1 DataBar Expanded e GS1 DataBar Expanded Stacked, in aggiunta all'identificatore di applicazione AI (01) GTIN, possono codificare ulteriori AI come la data di scadenza, il peso o il numero di lotto. Ciascuno di questi codici a barre può memorizzare fino a 74 cifre.